# Glypta epiblemae
Glypta epiblemae är en stekelart som beskrevs av Dasch 1988. Glypta epiblemae ingår i släktet Glypta och familjen brokparasitsteklar. Inga underarter finns listade i Catalogue of Life.